# Robert Lamont
Robert Lamont ist ein Verlags-Pseudonym des Bastei-Verlags, unter dem vor allem die Romanserie Professor Zamorra publiziert wurde.

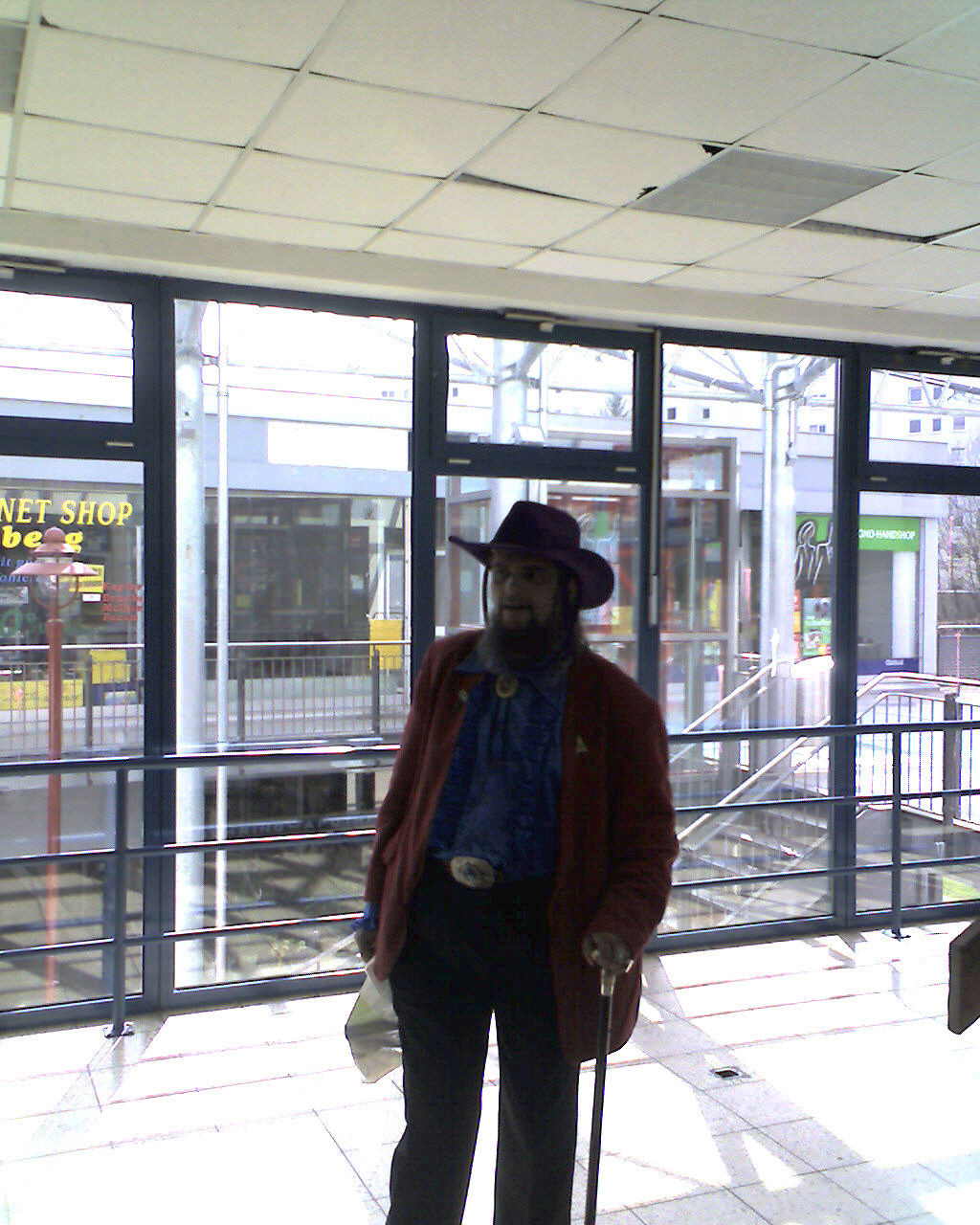
Werner Kurt Giesa, der Hauptautor hinter diesem Pseudonym

Sein erstes Zamorra-Werk erschien 1974 unter dem Titel Das Schloß der Dämonen. 

## Verwendung als Sammelpseudonym
Zunächst wurde Robert Lamont als Sammelpseudonym verwendet. Unter diesem Pseudonym erschienen über viele Jahre fast alle Hefte der Serie Professor Zamorra. Im Bereich der ersten 15 Zamorra-Hefte verwendeten einige Autoren auch andere Pseudonyme, dann schrieben (mit Ausnahme dreier Hefte von A.F. Morland) alle Autoren unter diesem Pseudonym. Insgesamt erschienen in zwei Verlagen 699 Heftromane, zwei Hardcover und ein Taschenbuch unter diesem Pseudonym.
Nach dem Ausstieg aller anderen Autoren erschienen unter diesem Pseudonym nur Romane von Werner Kurt Giesa. In diese Zeit fällt auch das Taschenbuch Der Kristall der Macht – eine Neuauflage eines Professor-Zamorra-Zyklus. Ab Band 588 erschienen wieder Romane anderer Autoren, da Giesa aus gesundheitlichen Gründen nicht mehr in der Lage war, alle Romane der Serie zu schreiben.
In weiteren Serien des Verlages wurde das Pseudonym nur einmal verwendet. Den Gespenster-Krimi 67 schrieb jemand, von dem bis heute nur der Nachname bekannt ist und dass er/sie nie für Professor Zamorra schrieb.

### Autoren
Die folgenden Autoren schrieben unter dem Pseudonym: Andreas Brandhorst, Andreas Kasprzak, Claudia Kern, Dieter Saupe, Frank Helgath, Friedrich Tenkrat, Gerhard Hartsch, Hans-Joachim von Koblinski, Hans Wolf Sommer, Holger Friedrichs, Jürgen Duensing, Schneider, Kurt Brand, Manfred Weinland, Mario Werder, Martin Barkawitz, Michael Hrdinka, Michael Kubiak, Rolf Michael, Susanne Wiemer, Traute Mahn, Uwe Anton, Walter Appel, Werner Kurt Giesa, Andreas Decker (nur gemeinsam mit Giesa), Wilfried A. Hary & Wolfgang Hohlbein.

## Verwendung als persönliches Pseudonym
Ab Band 331 erschienen unter diesem Pseudonym nur noch Romane von Werner Kurt Giesa, alle anderen Autoren mussten unter eigenem Pseudonym oder wahlweise Klarnamen schreiben. Somit wurde Robert Lamont ein persönliches Pseudonym. Auch die unter diesem Pseudonym erschienenen Zamorra-Bücher des Zaubermond-Verlages stammten ausschließlich von Giesa.
Seit 2001 (Zamorra Heft 723) wird das Pseudonym nicht mehr verwendet. Giesa schrieb von da an bis zu seinem Tod als W.K. Giesa.

## Werke
- Der Kristall der Macht : Zamorras grösstes Abenteuer Bastei Lübbe Taschenbuch, 1994, ISBN 3-404-13607-1
- Professor Zamorra: Zeit der Teufel Zaubermond, 2002, ISBN 3-936558-01-9
- ca. 700 Heftromane in zwei Serien